# Eumea mitis
Eumea mitis là một loài ruồi trong họ Tachinidae.